# Peter Lloyd (gimnastyk)
Peter Clarence Lloyd (ur. 22 września 1949) – australijski gimnastyk sportowy, olimpijczyk.
Reprezentował Australię na Letnich Igrzyskach Olimpijskich 1972, które odbyły się w Monachium. Po raz drugi reprezentował kraj na Letnich Igrzyskach Olimpijskich 1976 w Montrealu.